# ای‌سی‌اس کورپوریشن
ای‌سی‌اس کورپوریشن (انگلیسی: Affiliated Computer Services) شرکت فناوری اطلاعات آمریکایی است، که در سال ۱۹۸۸ توسط داروین دیسون تأسیس شد.